# Synagoge (Delft)

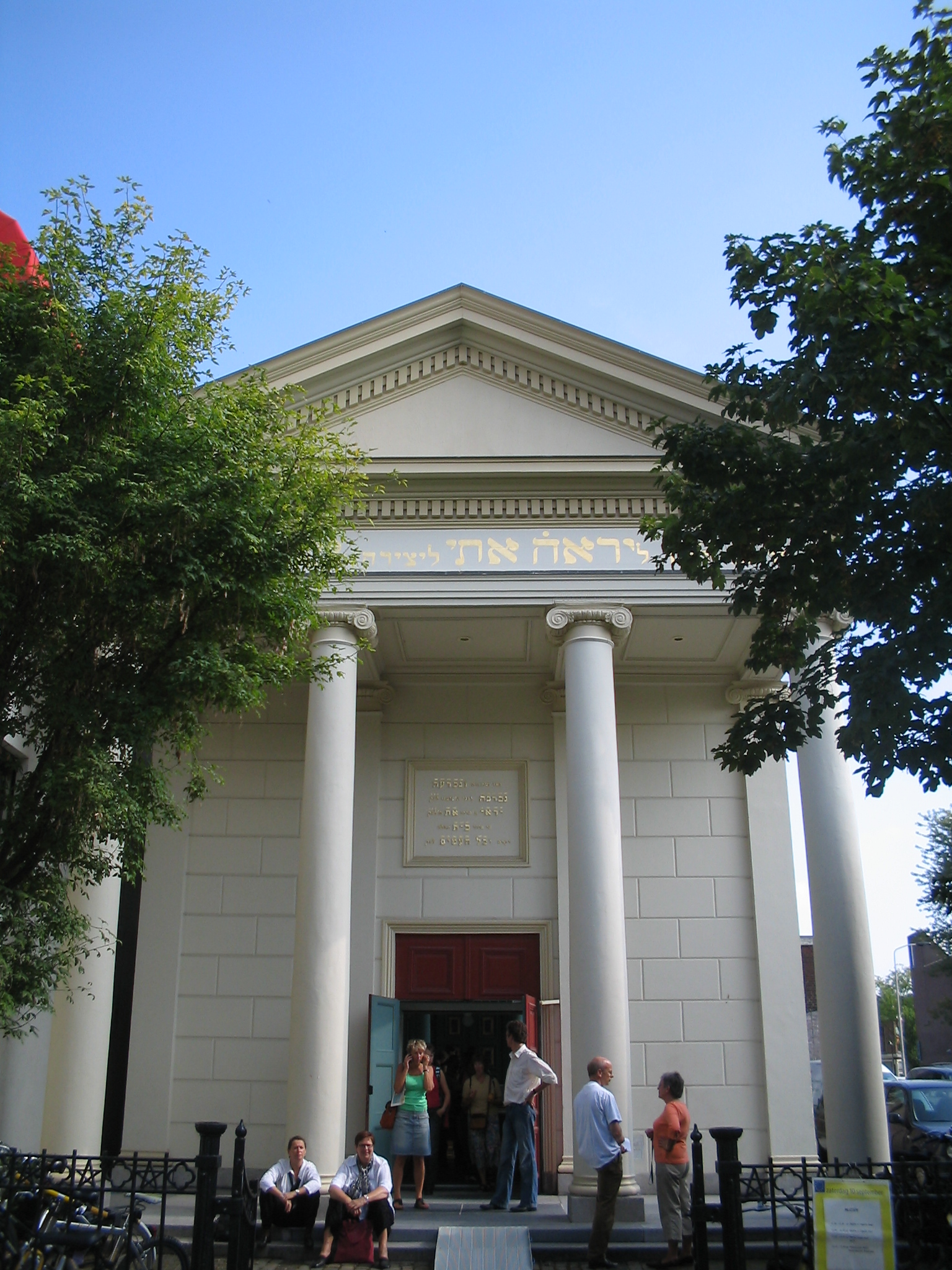
Synagoge in Delft

Die Synagoge in Delft, einer niederländischen Stadt in der Provinz Südholland, wurde 1861/62 errichtet. Die Synagoge am Koornmarkt 12 ist ein geschütztes Baudenkmal.

## Geschichte
Im Jahr 1821 wurde in Delft eine jüdische Gemeinde gegründet, die nie mehr als rund 200 Personen umfasste. 1840 entstanden eine jüdische Schule sowie ein jüdischer Friedhof.
1862 wurde die im neoklassizistischen Stil errichtete Synagoge eingeweiht.  Die Synagoge ist trotz den Zerstörungen während des Zweiten Weltkrieges erhalten geblieben. Sie wurde renoviert und steht für religiöse und kulturelle Veranstaltungen zur Verfügung.